# Cabinet Müller II (Sarre)
Pour les articles homonymes, voir Cabinet Müller.
Sarre
Müller I Müller III
Le cabinet Müller II (en allemand : Kabinett Müller II) est le gouvernement du Land allemand de la Sarre entre le 6 octobre 2004 et le 10 novembre 2009, durant la treizième législature du Landtag.

## Majorité et historique
Dirigé par le ministre-président conservateur sortant Peter Müller, ce gouvernement est formé et soutenu par la seule Union chrétienne-démocrate d'Allemagne (CDU), qui dispose ensemble de 27 députés sur 51, soit 52,9 % des sièges au Landtag.
Il est formé à la suite des élections régionales du 5 septembre 2004 et succède au cabinet Müller I, constitué par la seule CDU. Lors du scrutin, les chrétiens-démocrates sont parvenus à renforcer leur courte majorité absolue, confirmant leur retour sur un Land qu'ils ont dominé de 1957 à 1985.
Aux élections régionales du 30 août 2009, la CDU connaît un fort recul mais reste le premier parti du Land. Bien que la gauche soit majoritaire au Landtag, l'incapacité du Parti social-démocrate d'Allemagne (SPD) et de l'Alliance 90 / Les Verts (Grünen) à s'allier avec Die Linke amène les écologistes à se rapprocher des chrétiens-démocrates et du Parti libéral-démocrate (FDP). Müller constitue alors une « coalition jamaïcaine et forme son troisième gouvernement.

## Composition

### Initiale (6 octobre 2004)
| Poste                                                                    | Titulaire | Titulaire                  | Parti |
| ------------------------------------------------------------------------ | --------- | -------------------------- | ----- |
| Ministre-président                                                       |           | Peter Müller               | CDU   |
| Vice-ministre-président Ministre des Finances                            |           | Peter Jacoby               | CDU   |
| Ministre des Affaires fédérales et européennes                           |           | Karl Rauber                | CDU   |
| Ministre de l'Éducation, de la Culture et de Science                     |           | Jürgen Schreier            | CDU   |
| Ministre de l'Intérieur, de la Famille, des Femmes et des Sports         |           | Annegret Kramp-Karrenbauer | CDU   |
| Ministre de l'Économie, de la Science et de l'Agriculture                |           | Hanspeter Georgi           | CDU   |
| Ministre de la Justice, de la Santé, du Travail et des Affaires sociales |           | Josef Hecken               | CDU   |
| Ministre de l'Environnement                                              |           | Stefan Mörsdorf            | CDU   |

### Remaniement du 3 septembre 2007
| Poste                                                               | Titulaire | Titulaire                                        | Parti |
| ------------------------------------------------------------------- | --------- | ------------------------------------------------ | ----- |
| Ministre-président                                                  |           | Peter Müller                                     | CDU   |
| Vice-ministre-président Ministre des Finances                       |           | Peter Jacoby                                     | CDU   |
| Ministre des Affaires fédérales et européennes                      |           | Karl Rauber                                      | CDU   |
| Ministre de l'Éducation, de la Culture, de la Famille et des Femmes |           | Annegret Kramp-Karrenbauer                       | CDU   |
| Ministre de l'Intérieur et des Sports                               |           | Klaus Meiser                                     | CDU   |
| Ministre de l'Économie et du Travail                                |           | Joachim Rippel                                   | CDU   |
| Ministre de la Justice, de la Santé et des Affaires sociales        |           | Josef Hecken jusqu'au 14/05/2008 Gerhard Vigener | CDU   |
| Ministre de l'Environnement                                         |           | Stefan Mörsdorf                                  | CDU   |